# 柯議倫
柯議倫 MLA（1979年5月15日—），加拿大政治人物和運動員，2017年起以卑詩新民主黨黨員身份擔任卑詩省議會三角洲北選區議員，2020年起任職卑詩省內閣廳長，現為該省房屋及城鎮事務廳長。他曾效力加拿大男子草地曲棍球國家隊，並於2000年和2008年夏季奧運會等國際體育場合代表加拿大作賽。

## 早年生活和事業
柯議倫於卑詩省維多利亞出生，母親營運餐館，父親則在鋸木廠工作。他7歲時在家人薰陶下接觸草地曲棍球，12歲起在維多利亞聯賽中擔任後衞。他從蘭布里克公園中學（Lambrick Park Secondary School）畢業，曾效力該校籃球隊。他於1999年晉身加拿大青年草地曲棍球國家隊並成為隊長，2000年起則效力男子國家隊，2002年和2006年英聯邦運動會皆名列第六，2003年和2007年泛美運動會分別贏取銀牌和金牌，2000年和2008年夏季奧運會則名列第十。
為了配合基地設於溫哥華的草地曲棍球國家隊，柯議倫於2005年遷居大溫哥華市郊的三角洲市。他從國家隊退役後曾從事銀行業，並曾任卑詩新民主黨黨團的持份者關係總監。他於2013年入選三角洲體育名人堂。

## 從政
2017年省選，他代表卑詩新民主黨競逐三角洲北選區省議會議席並告當選，首度出任省議員。新民主黨在卑詩綠黨支持下籌組少數政府，柯議倫則獲新任省長賀謹任命為體育及多元文化省務秘書，其後則調任林木、土地、自然資源運作及鄉郊發展省務秘書。
2020年省選新民主黨贏取多數政府，連任議員的柯議倫則改任就業、經濟復甦及創新廳長。賀謹於2022年宣布辭任省長和黨魁後，柯議倫聯同陳葦蓁出任尹大衛競選團隊的共同主席。尹大衛就任省長後新設房屋廳，並於2022年12月7日委派柯議倫出任房屋廳長兼執政黨議會領袖。
2024年省選他連任三角洲北選區省議員，在同年11月公布的尹大衛內閣中出任房屋及城鎮事務廳長。

## 外部連結
- 维基共享资源上的相關多媒體資源：柯議倫
- （英文）卑詩省議會網站 柯議倫議員簡介 （页面存档备份，存于）